# Pierpaolo Parisio
Pierpaolo Parisio (Cosenza, 1473 - Roma, 11 de maio de 1545) foi um cardeal do século XVII.

## Vida pregressa
Nasceu em Cosenza em 1473, filho de Ruggiero, magistrado, e Covella di Francia. Estudou Direito na Universidade de Pádua e depois em Bolonha, onde obteve o doutoramento em 27 de abril de 1499. Tendo iniciado a carreira jurídica, provavelmente na sua cidade natal, casou-se com Gismonda di Iacopo di Tarsi, senhor de Belmonte, com quem teve um filho, Ruggiero. A morte precoce de ambos deverá tê-lo levado a mudar-se para Pádua, onde talvez tenha abraçado o estado clerical.
Chamado a Roma, em 1514, para exercer o cargo de corregedor do Arquivo da Cúria. Professor de direito em Roma. Em 1º de junho de 1515 foi nomeado cônego da catedral de Cosenza. Professor público de direito nas Universidades de Pádua, a partir de 1521; e Bolonha, a partir de 1531. Seus impressos o tornaram um dos maiores juristas de sua época. Em 1536 obteve a cidadania bolonhesa.

## Episcopado
Eleito bispo de Anglona e Tursi, setembro de 1528. Chamado a Roma pelo Papa Paulo III e nomeado auditor da Câmara Apostólica, 1537. Transferido para a sé de Nusco em 11 de janeiro de 1538, mantendo, no entanto, as suas funções romanas e administrando através de vigários.

## Cardinalatos
Criado cardeal sacerdote no consistório de 19 de dezembro de 1539; recebeu o chapéu vermelho e o título de S. Balbina, em 28 de janeiro de 1540. Legado a latere, junto com o cardeal Marcello Cervini, perante o Sacro Imperador Romano Carlos V que estava em Gênova. Membro do tribunal da Inquisição Romana, 1542. Juntamente com os cardeais Reginald Pole e Giovanni Morone, nomeado presidente do Concílio de Trento, 1º de novembro de 1542; devido ao pequeno número de delegados, os trabalhos foram suspensos em 6 de julho de 1543; a reabertura do conselho foi adiada até dezembro de 1545, mas nessa época o cardeal Parisio já havia morrido. Camerlengo do Sagrado Colégio dos Cardeais, 9 de janeiro de 1544 a 9 de janeiro de 1545. Nomeado novamente pelo Papa para o concílio geral, 2 de novembro de 1544. Pró-datário de Sua Santidade.

## Morte
Morreu em Roma em 11 de maio de 1545, perto da 1h. Sepultado na igreja de S. Maria degli Angeli, Roma; seu sobrinho Flamminio Parisio, bispo de Bitonto, ergueu em sua memória um elegante monumento com busto em mármore e um elogio eloquente.